# Roger Mortimer (1328-1360)

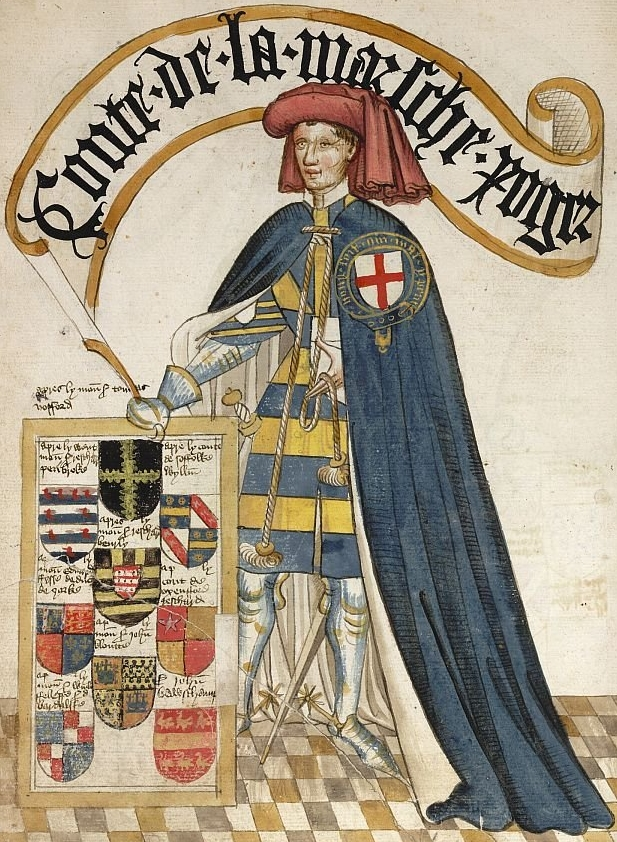
Roger Mortimer als ridder in de Orde van de Kousenband.

Roger Mortimer, 2e graaf van March (Ludlow, 11 november 1328 - Rouvray, 26 februari 1360) was een Engelse edelman.

## Levensloop
Roger Mortimer behoorde tot het geslacht Mortimer, dat omvangrijke bezittingen in de Welsh Marches bezat. Hij was de oudste zoon van Sir Edmund Mortimer uit diens huwelijk met Elizabeth, dochter van baron Bartholomew de Badlesmere. Eind november 1330 werd zijn grootvader Roger Mortimer als verrader geëxecuteerd, waarna diens bezittingen werden geannexeerd door koning Eduard III van Engeland. In het jaar daarna kreeg zijn vader Edmund een deel van zijn familiebezittingen terug. Door diens vroege overlijden in december 1331 of januari 1332 kwamen de bezittingen en het voortbestaan van de familie Mortimer opnieuw in gevaar, maar de verwantschapsbanden met talrijke andere Engelse hoogadellijke families garandeerden het behoud van de familiegoederen. De machtige Richard Fitzalan, graaf van Surrey, beheerde een deel van zijn erfenis en Rogers moeder hertrouwde in 1335 met William de Bohun, een nauwe vriend van Eduard III en een vroegere vijand van de familie Mortimer. In 1336 kreeg baron William Montagu, eveneens een goede vriend van Eduard III, het recht om de jonge Roger uit te huwelijken. Ten laatste in 1351 zou hij huwen met Montagu's dochter Philippa (overleden in 1381), met wie hij een zoon kreeg: Edmund (1351-1381), die de landerijen van zijn vader zou erven. In 1342 kwam Roger Mortimer opnieuw in bezit van familieresidentie Wigmore Castle, in maart 1344 gevolgd door verschillende bezittingen in de Welsh Marches.
In dezelfde periode vocht Mortimer tijdens de Honderdjarige Oorlog in Frankrijk, waar hij zich als militair onderscheidde. In 1346 maakte hij deel uit van het Engelse leger dat onder leiding van Eduard III Noord-Frankrijk binnenviel. Daar werd hij op 12 juli dat jaar door Eduard de Zwarte Prins, de prins van Wales, tot ridder geslagen. Na zijn succesvolle deelname aan de Slag bij Crécy op 26 augustus, kreeg Mortimer op 6 september de overige bezittingen van zijn familie in de Welsh Marches en Herefordshire terug.
In 1348 werd hij als Baron Mortimer naar het Parlement geroepen. Datzelfde jaar werd hij als ridder opgenomen in de Orde van de Kousenband, waarmee zijn reputatie als uitstekende ridder werd bevestigd. In april 1354 zorgde hij ervoor dat het Parlement de veroordeling van zijn grootvader als verrader herriep, zodat hij de titel van graaf van March verwierf. Hierdoor had hij nu zowat alle verloren bezittingen van zijn familie opnieuw in handen, op de heerlijkheid Chirk na, dat in het bezit bleef van Richard Fitzalan. De edelen die de bezittingen van de Mortimers sinds 1330 beheerd hadden, werden door de Engelse koning gedwongen om hun aanspraken op deze gebieden op te geven en ze af te staan aan Roger Mortimer. Vanaf 1354 zetelde hij ook in de Kroonraad. Daarnaast kreeg hij voor zijn verdiensten ook verschillende andere gunstbewijzen: hij werd benoemd tot beheerder van het bos rond Clarendon Castle, in 1355 tot Lord Warden van de Cinque Ports en Dover. Bovendien verkreeg hij in 1358 Munslow in de Welsh Marches als erfelijk leengoed en erfde hij in 1356 na de dood van zijn grootmoeder Joan de Geneville haar bezittingen, inclusief het kasteel van Ludlow.
In 1352 had Mortimer in zijn Welshe bezittingen een leger samengesteld voor een nieuwe oorlog in Frankrijk. Hijzelf maakte deel uit van het leger van de prins van Wales in Calais. In 1355 vocht hij zowel in de oorlog in Frankrijk als in Schotland. Voor de veldtocht van 1359-1360 had hij 600 soldaten en 1.000 boogschutter gerekruteerd, waardoor hij een van de belangrijkste Engelse commandanten was. Eduard III benoemde Roger Mortimer tot constable van het leger en Mortimer leidde de voorhoede van Boulogne naar Étaples, waar zijn troepen een rooftocht hielden. Vervolgens commandeerde hij een deel van het leger dat via Oost-Frankrijk naar Reims marcheerde. De belegering van deze stad, die van 4 december 1359 tot 11 januari 1360 duurde, kende echter geen succes. Mortimer stierf enkele weken later onverwachts in Noord-Frankrijk. Zijn stoffelijk overschot werd naar Engeland gevoerd en daar bijgezet in de Priorij van Wigmore.